# تاليسكا
أندرسون سوزا كونسيساو (بالبرتغالية: Anderson Souza Conceição‏) المعروف باسم تاليسكا لاعب كرة قدم برازيلي ولد في 1 فبراير 1994 بمدينة فييرا دي سانتانا في ولاية باهيا. يلعب في موقع وسط ميدان هجومي في نادي فنربخشه التركي. بدأ مسيرته في نادي بنفيكا البرتغالي عام 2014. وفي 2016 أُعير لنادي بشكتاش التركي، ثم انتقل إلى نادي غوانجو إفرغراند تاوباو الصيني. وفي17 مايو 2021 انتقل إلى نادي النصر السعودي وفي 27 يناير 2025 أعلن انتقاله الى فنربخشه التركي. مثَّل تاليسكا منتخب البرازيل تحت 20 سنة، وتحت 23، فيما بين 2013 و2015.

## المسيرة الكروية

### باهيا
تخرَّجَ تاليسكا شابًا في نادي باهيا، حيثُ وصلَ له في عام 2009، وقد ظهر لأول مرة احترافيًا ضد كورينثيانز في 7 تموز/يوليو 2013، فيمَا سَجَّلَ هدفه الأول في المباراة التالية ضد ساو باولو.

### بنفيكا
في الخامس من تمّوز/يوليو 2014، وبعد انقضاءِ أول موسمٍ له معَ باهيا، انتقلَ تاليسكا إلى بنفيكا بطل البرتغال مقابل 4.75 مليون يورو (تشملُ رسوم الوكيل)، وهو أعلى مبلغ يُدفع للاعبٍ من باهيا حينها. سجَّل اللاعب البرازيلي هدفه الأول مع بنفيكا في 18 تموز/يوليو 2014 وذلكَ في أول ظهورٍ له مع الفريقِ في نصف النهائي التي فاز فيها فريقهُ ضد إشتوريل برايا. سجَّل تاليسكا في 12 أيلول/سبتمبر ثلاثيّة ساهمت في في فوزِ بنفيكا خارج ملعبه على فيتوريا دي سيتوبال. واصلَ البرازيلي تألّقه في صفوفِ الفريق البرتغالي فنجحَ في 27 أيلول/سبتمبر في تسجيلِ هدفين متتاليين ضد إشتوريل برايا ما مكَّن بنفيكا من فوزٍ مهمٍ خارجَ الديار بنتيجة 3-2 وأصبحَ أندرسون هدَّاف الدوري البرتغالي الممتاز برصيدِ خمسة أهداف. سجَّل تاليسكا في الخامس من تشرين الأول/أكتوبر هدفهُ السادس في الدوري البرتغالي وحافظَ على صدارة الهدافين، ثم سجَّلَ في 31 تشرين الأول/أكتوبر هدفه الثامن مع الفريق والرابع على التوالي في الدوري البرتغالي مُساهمًا في فوزِ فريقه على أرضه ضد ريو أفي 1-0، مُحافظًا في الوقتِ ذاته على صدارة الهدافين.
سجَّل أندرسون تاليسكا في الرابع من تشرين الثاني/نوفمبر 2014 هدفه الأول في دوري أبطال أوروبا، وهو الهدف الوحيد في المباراة التي تفوَّق فيها الفريق البرتغالي على نظيرهِ الفرنسي موناكو في دورِ المجموعات. وصفَ أندرسون تسجيله الهدف في الدقيقة 82 بأنّه «أفضل شعور» شعرَ به في حياته. لم يتوقف اللاعب البرازيلي عن التسجيل، فتمكَّنَ في 26 كانون الثاني/يناير 2016 من تسجيل ثلاثيّة جديدة قادَ بها فريقهُ إلى فوزٍ كبيرٍ بـ 6-1 على موريرينسي في كأس الدوري البرتغالي.
واصلَ اللاعب البرازيلي تألّقه في المسابقة القاريّة فنجحَ في تسجيلِ هدف فوز بنفيكا خارج ملعبه على زينيت سانت بطرسبرغ 2-1 في مباراة الإياب من دور الـ 16 من دوري أبطال أوروبا، ليتأهَّلَ الفريق البرتغالي بنتيجةِ 3-1 في مجموعِ المبارتين. تمكَّن بنفيكا في الثامن من أيّار/مايو في الفوزِ خارج ملعبه على ماريتيمو بهدفين نظيفين سجَّل تاليسكا أحدهما من ركلة حرّة مباشرة.

### بشيكتاش (إعارة)
انضمَّ تاليسكا في 24 آب/أغسطس 2016 إلى نادي بشيكتاش التركي في صفقة إعارة لمدة عام واحد معَ إمكانيّة التمديدِ لعامٍ إضافي، وذلك مُقابل مليونَي يورو كرسومٍ دفعها النادي التركي، فيما وقَّعَ تاليسكا عقدًا بقيمة 1.5 مليون يورو في الموسم الأول بالإضافة إلى المكافآت. كانت مسيرة البرازيلي متوهّجة أكثر معَ بشيكتاش مقارنةً بما كانت عليهِ الأمور مع بنفيكا حيثُ سحَّل أندرسون 27 هدفًا في 55 مباراة مع الفريق التركي بمعدل 0.5 هدف تقريبًا في كلّ مباراة، أما أبرزُ محطّاتهِ مع الفريق فكانت في 13 أيلول/سبتمبر على ملعب دا لوز حينما قابلَ بيشكتاش خصمهُ بنفيكا لحساب مباراةٍ في دوري أبطال أوروبا، فسجَّلَ أندرسون ركلةً حرةً مباشرةً في الوقتِ الإضافي ليضمنَ التعادل 1-1 لفريقهِ التركي على حساب فريقهِ البرتغالي الأسبق.

### جوانجزهو إيفرجراند
أعارَ بيشكتاش لاعبهُ أندرسون تاليسكا في الثامن من حزيران/يونيو 2018 لنادي جوانجزهو إيفرجراند الذي ينشطُ في الدوري الصيني الممتاز وذلك لمدة نصفِ عامٍ فقط حيثُ بلغت تكلفة الانتقال 5.8 مليون يورو. في ظهورهِ الأول مع الفريقِ الصيني في الثامن عشر من تموز/يوليو، تمكَّن تاليسكا من تسجيلِ هاتريك (ثلاثيّة) بما في ذلك ركلة حرة مباشرة فساعدَ فريقه في الفوز براعيّة نظيفة على جويغو هينفينغ في الدوري الصيني الممتاز. نجحَ النجم الجديد للفريق في ظهورهِ الثاني في 29 تموز/يوليو 2018 في تسجيلِ هدفين مُساعدًا فريقهُ في الفوز بخماسيّةٍ نظيفةٍ على أرضه على حِساب تشونغتشينغ دانغداي ليفان.
أعلنَ بنفيكا في 26 تشرين الأول/أكتوبر 2018 أنَّ لاعبهم السابق تاليسكا قد انتقلَ بشكلٍ رسميّ ودائم (بدل صيغة الإعارة) إلى النادي الصيني مُقابل رسومِ نقلٍ وصلت 19.2 مليون يورو.

### النصر
في أولى مبارياتهِ مع نادي النصر السعودي يوم 13 آب/أغسطس 2021، نجحَ تاليسكا في التوقيعِ على أول أهدافهِ في شباكِ نادي ضمك كما قدَّم تمريرة حاسمة لزميله في الفريق الدولي الكاميروني فينسنت أبو بكر مُساعدًا فريقه في تحقيقِ فوزٍ عريضٍ بأربعة أهدافٍ لواحد، ثمّ تمكَّن من التسجيل في المباراة الثانيّة تواليًا له رغم الخسارة أمام الفيصلي بهدفين لواحد خارج الديار. فشل اللاعب البرازيلي في التسجيلِ أو الصناعة في ثالث مباراة له مع النصر أمامَ التعاون، لكنّه عوَّض ذلك في أول مباراةٍ رسميّةٍ له في دوري أبطال آسيا حينما أعطى تمريرة حاسمة لأبو بكر مساعدًا فريقهِ في تحقيقِ فوزٍ مهمٍّ على حساب تراكتور بهدفٍ نظيف.
واصلَ تاليسكا انطلاقتهُ القويّة مع نادي النصر فقاد الفريق لتحقيقِ فوزٍ صعبٍ على حساب الباطن في الأول بارك بهدفٍ نظيفٍ سجَّلهُ في الدقيقة 34 من عُمر المباراة، ثمّ سجَّل في المباراة المواليّة أول ثنائيّة له مع الفريق السعودي وذلك في شباكِ أبها. خاضَ تاليسكا في 19 تشرين الأول/أكتوبر أول مباراةٍ له مع الغريم التقليدي الهلال في نصف نهائي دوري أبطال آسيا، ورغم الخسارة بهدفين مقابل واحد فقد تمكَّن أندرسون من التوقيعِ على الهدف الوحيد للنصراويين في الدقيقة الخمسين بعد تمريرة حاسمة من لاعب خطِّ الوسط عبد المجيد الصليهم.
تألَّق تاليسكا في مباراة قمّة جديدة جمعت بين فريقهِ النصر والأهلي لحساب الدوري السعودي حيثُ تمكَّن من التوقيعِ على هدفينِ ممكّنًا فريقه من تحقيقِ فوزٍ مهمٍ بثنائيّة مقابل واحد، ثمَّ صام عن التسجيلِ في المباراة المواليّة أمامَ الطائي، لكنّه عادَ أمام الهلال من جديدٍ ليُوقّع على هدفٍ واحدٍ في الدقيقة التسعين مؤكّدًا انتصار النصر هذه المرة بهدفين للاشيء. غابَ البرازيلي عن مباراة فريقهِ داخل الديار أمام الحزم بسببِ تراكم البطاقات، لكنّه عاد بقوّة فسجَّل في ثلاث مبارياتٍ على التوالي أمام الفتح وضمك ثمّ الفيصلي.
فشلَ تاليسكا في هزِّ شباك التعاون في المباراة الثانيّة له تواليًا أمام هذا الفريق، ثمّ تألَّق بعدها حينما سجَّل ثنائيّة في شباكِ الطائي مع تمريرة واحدة حاسمة. تعرَّض تاليسكا لأول طردٍ له مع فريقهِ النصر يوم 11 شباط/فبراير 2022 في المباراة التي خسرها فريقه أمام المتصدر الاتحاد بثلاثيّة نظيفة في ملعب الأمير عبد الله الفيصل. غابَ أندرسون عن مباراةِ فريقهِ المواليّة أمام الباطن بسببِ الإيقاف، ثمّ عاد أمامَ الهلال وسجَّل هدف النصر الوحيد في المباراة التي خسرها النصر بثنائيّة مُقابل واحد. نجحَ تاليسكا بهذا الهدف في تسجيلِ ثالث هدفٍ له على الهلال في ثالث مباراة (ثنائيّة في الدوري وهدف واحد في دوري الأبطال).

## مع المنتخب
استُدعي تاليسكا في الحادي عشر من تشرين الثاني/نوفمبر 2014 من قِبل المدرّب دونجا للمشاركة مع المنتخب البرازيلي حيثُ حلَّ مَحلَّ الدولي البرازيلي الآخر لوكاس مورا. كان أندرسون حاضرًا في قائمة المنتخب البرازيلي في مبارتيه الدوليتينِ ضد كلٍ من تركيا والنمسا. استُدعي تاليسكا مرة أخرى للمنتخب لكن هذه المرّة من قِبل المدرب تيتي في آذار/مارس 2018 وذلك للمشاركةِ في المباريات الوديّة ضد كلٍ من روسيا وألمانيا. رغمَ الاستدعاء الثاني والحضور ضمن قائمة المنتخب، فلم يُشارك أندرسون كلاعب رسميّ مع الفريق الأول بعد.

## الإنجازات

### مع الأندية
نادي بنفيكا
- الدوري البرتغالي الممتاز: 2014–15، 2015–16
- كأس الدوري البرتغالي: 2014–15، 2015–16
- كأس السوبر البرتغالي: 2014

 نادي بشكتاش
- الدوري التركي الممتاز: 2016–17

 غوانجو إفرغراند
- دوري السوبر الصيني: 2019

 نادي النصر
- كأس العرب للأندية الأبطال :2023

## روابط خارجية
- تاليسكا على موقع الاتحاد الأوربي (الإنجليزية)
- تاليسكا على موقع اتحاد تركيا (لاعب) (الإنجليزية)
- تاليسكا على موقع قاعدة بيانات كرة القدم.إي يو (الإنجليزية)
- تاليسكا على موقع Soccerway.com (الإنجليزية)
- تاليسكا على موقع عالم كرة القدم.نت (الإنجليزية)
- تاليسكا على موقع AS.com (الإسبانية)